# Jürgen W. Goldfuß
Jürgen W. Goldfuß (* 14. Juli 1946 in Wiesbaden) ist ein deutscher Unternehmensberater und Autor.

## Werdegang
Goldfuß war vor Beginn seiner Selbständigkeit im Jahr 1989 als Berater und Trainer Produktmanager, Schulungsleiter, Marketingleiter u. a. in Brüssel und Paris tätig. In Zusammenarbeit mit einem  amerikanischen Seminaranbieter führte er Seminare zu den Themen Führung, Wirtschaft und Karriere in Deutschland, der Schweiz und Österreich durch. Außerdem ist er als Redner und Kabarettist tätig.
Er ist Autor von 15 Büchern und über 600 Kolumnen, u. a. für die Schwäbische Zeitung, den Nussbaum-Verlag und das Handelsblatt.  Einige seiner Werke sind auch in koreanischer Sprache erschienen.

## Veröffentlichungen (Auswahl)
- Souverän als Chef. Schnelle Lösungen für brennende Führungsprobleme, Campus, ISBN 978-3-593-38810-6
- Endlich Chef – was nun? Was Sie in der neuen Position wissen müssen, Campus (3. Auflage), ISBN 978-3-593-39629-3 und ISBN 978-3-593-38620-1
- Erfolg durch professionelles Delegieren. So entlasten Sie sich selbst und fördern Ihre Mitarbeiter, Campus, ISBN 978-3-593-38139-8
- Troubleshooting für den ersten Führungsjob. Schnelle Lösungen für die brennendsten Probleme, Campus  ISBN 3-593-36905-2
- Führen in schwierigen Zeiten, Sicher durch Krisen- und Umbruchsituationen lenken, Campus, ISBN 978-3-593-39255-4
- Umsatzeinbruch oder Umsatzplus? Die schnelle Hilfe für Chefs und Mitdenker, GfT-Verlag, ISBN 3-938334-60-6
- Schnellkurs Verhandeln. Kaufmännisches Grundwissen für Neu- und Quereinsteiger, Lexika, ISBN 3-89694-308-1
- Schluss mit Mobbing! Über Motive, Methoden und den Mut zur Gegenwehr, Lexika, ISBN 3-89694-299-9
- Selber denken kostet nichts. Wie Sie leere Parolen entlarven und lernen, sich selbst zu vertrauen, Springer, ISBN 978-3-658-00846-8
- Gewinn durch Reklamation. Reklamationsverhandlungen mit Lieferanten, Shaker, ISBN 978-3-8322-7750-5
- Wer sich nicht führt, der wird verführt. 49 goldene Tipps zum (Über)-Leben, Junfermann, ISBN 978-3-87387-728-3
- Führen in Krisen- und Umbruchzeiten. Wie Sie Ihre Mitarbeiter motivieren und fit für die Zukunft machen, Springer, ISBN 978-3-658-05208-9
- So werden Sie der ideale Chef. Was macht einen Chef erfolgreich? E-Book, ISBN 978-3-8125-1862-8
- Von der Wiege bis zur Bahre – Humor verlängert die Laufzeit, HCD-Verlag, ISBN 978-3-938089-31-6
- Nach dem Krieg kam ich, Rediroma-Verlag, ISBN 978-3-98885-442-1